# HAREC

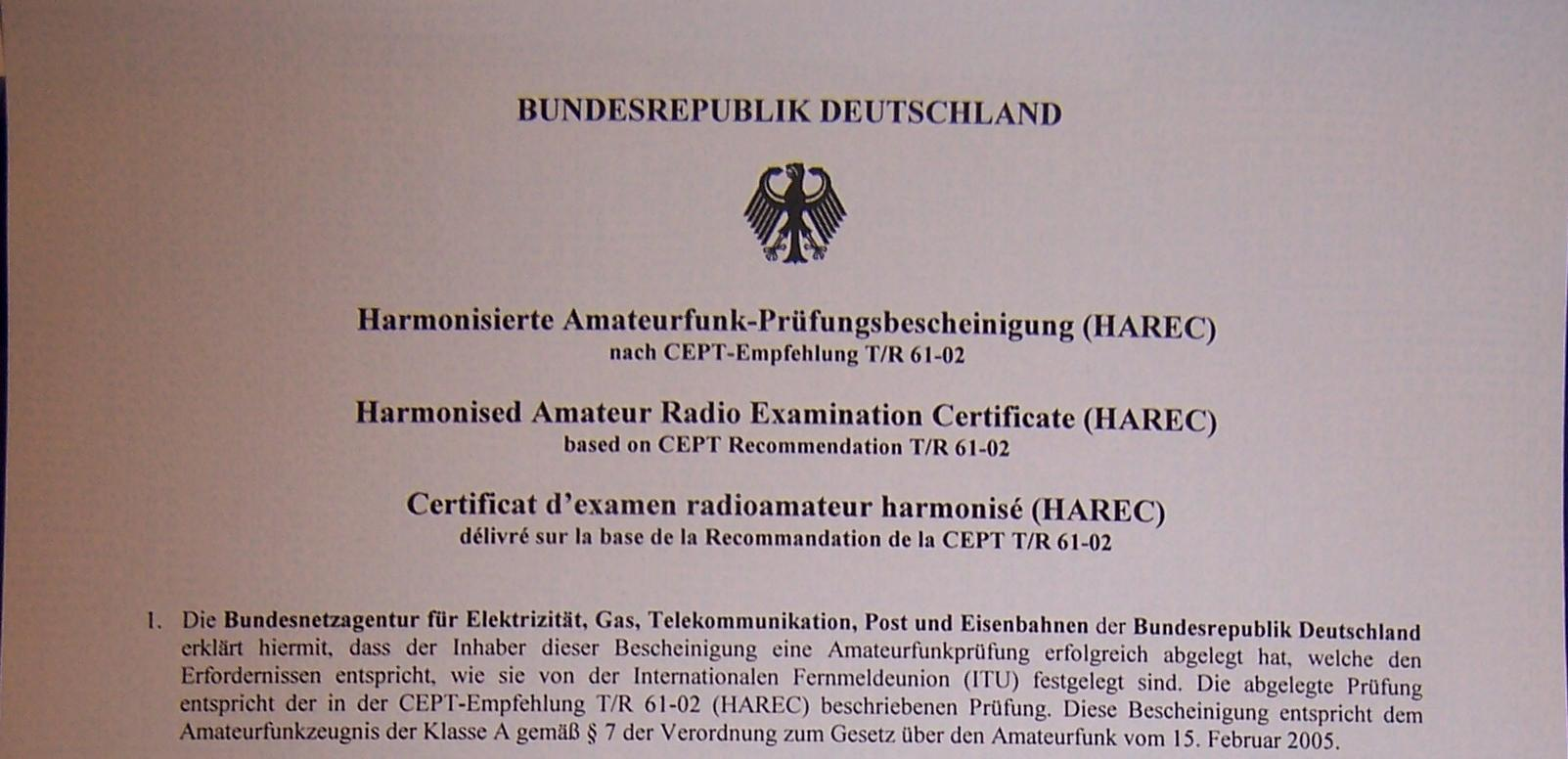
Auszug aus der HAREC ausgestellt von der Bundesnetzagentur

HAREC (Harmonized Amateur Radio Examination Certificate) ist ein in der Europäischen Union (EU) harmonisiertes Amateurfunkzeugnis.
Die Europäische Konferenz der Verwaltungen für Post und Telekommunikation (CEPT) hat mit dem Gegenseitigkeitsabkommen T/R 61-02 verschiedener europäischer Länder dafür gesorgt, dass die nationalen Amateurfunkzeugnisse gegenseitig anerkannt werden.
Dies ermöglicht Funkamateuren ohne Zusatzgenehmigung, Funkbetrieb in den Ländern, die dem Abkommen beigetreten sind, durchzuführen. Mit den Verwaltungsverfügungen 10 und 11 aus dem Jahr 2005 wurde diese Regelung Bestandteil der Amateurfunkverordnung (AFuV) und damit in deutsches Recht umgesetzt.
Die deutsche Amateurfunkzulassung der Klasse A entspricht der CEPT-Amateurfunkgenehmigung gemäß der CEPT-Empfehlung T/R 61-01.
Eine Amateurfunkzulassung der deutschen Klasse E genügt der ECC-Empfehlung (05)06. Damit können Inhaber der deutschen Klasse E (ex Kl. 3) – mit entsprechendem Vermerk der BNetzA – ohne weitere Genehmigungen in den Unterzeichnerstaaten Amateurfunkbetrieb machen. Diese Regelung funktioniert analog zur T/R 61-01 – aber noch längst nicht in allen Ländern der Welt.